# Julio Marrahí Ruano
Julio Marrahí Ruano (Castelló (la Ribera Alta), 21 d'abril de 1990) és un pilotaire valencià.
Va criar-se junt al trinquet de Castelló, ja que la seua iaia vivia just davant. Als cinc o sis anys comença a jugar a pilota, en una època en què l'escola de la localitat era la més potent i una quarantena de joves jugaven a raspall. Marrahí era dels que destacava a les competicions juvenils, si bé als tretze anys s'ho deixaria, desanimat. Als déneu anys comença a entrenar a la Llosa de Ranes, i en vore que mantenia les seues qualitats, va jugar partides a poc a poc. En 2013 arriba a la final de l'Individual, i va caure en la final contra Coeter II.
El 2014 es va consagrar com a jugador de raspall i va obtenir els dos títols més prestigiosos, la Lliga Professional i el Campionat Individual, i la Federació el va considerar com el millor jugador de l'any.
Destaca la seua treta, i la potència en el joc en general. No debades, és conegut com El Canó.
| A.   | competició                   |             | mitger  | punter  | adversaris                   |
| ---- | ---------------------------- | ----------- | ------- | ------- | ---------------------------- |
| 2019 | XXXII Individual de Raspall  | Subcampió   |         |         | Moltó                        |
| 2015 | XXVIII Individual de Raspall | Campió      |         |         | Pepe (Guadi)                 |
| 2018 | XXXI Individual de Raspall   | Subcampió   |         |         | Moltó                        |
| 2014 | XXI Lliga Professional       | Campió      | Josep   | Josep   | Moncho, Sanchis i Miravalles |
| 2022 | 8a Copa Caixa Popular        | subcampions | Canari  | Canari  | Ian i Brisca                 |
| 2017 | III Copa Diputació           | Subcampió   | Sanchis | Sanchis | Moltó i Dorín                |
| 2018 | XX Trofeu Gregori Maians     | Or          | Brisca  |         | Moltó i Canari               |
| 2014 | XVI Trofeu Gregori Maians    | Plata       | Sanchis |         | Waldo i Brisca               |
| 2017 | I Trofeu Agrupost            | Or          | Sanchis | Néstor  | Sergio, Tonet IV i Raül      |